# Raúl Arellano
Raúl Arellano Villegas (28 de febrer de 1935 - 12 d'octubre de 1997) fou un futbolista mexicà.

## Selecció de Mèxic
Va formar part de l'equip mexicà a la Copa del Món de 1954.